# Public Warning
| Recensione       | Giudizio |
| ---------------- | -------- |
| AllMusic         |          |
| The A.V. Club    | B+       |
| Drowned in Sound | 8/10     |
| The Guardian     |          |
| Pitchfork        | 6.4/10   |
| PopMatters       |          |
| Rolling Stone    |          |
| Slant Magazine   |          |
| Stylus Magazine  | D+       |

Public Warning è il primo album in studio della rapper britannica Lady Sovereign, pubblicato nel 2006 dall'etichetta discografica Def Jam Recordings.

## Tracce
CD (Def Jam 060251705563 (UMG) / EAN 0602517055636)
1. 9 to 5 – 3:32
2. Gatheration – 3:23
3. Random – 3:36
4. Public Warning – 3:46
5. Love Me or Hate Me – 3:29
6. My England – 3:57
7. Tango – 3:37
8. A Little Bit of Shhh – 3:45
9. Hoodie – 3:37
10. Those Were the Days – 3:50
11. Blah Blah – 3:57
12. Fiddle with the Volume – 3:37
13. Love Me or Hate Me (remix featuring Missy Elliott) – 3:38

## Classifiche
| Classifica (2006) | Posizione raggiunta |
| ----------------- | ------------------- |
| Regno Unito (OCC) | 58                  |